# Franco Orozco
Franco Orozco, né le 9 janvier 2002 à Ezeiza en Argentine, est un footballeur argentin qui évolue au poste d'ailier droit avec le club du Newell's Old Boys, en prêt du CA Lanús.

## Biographie

### CA Lanús
Né à Ezeiza en Argentine, Franco Orozco est formé par le CA Lanús, où il est considéré comme l'un des joueurs les plus prometteurs de sa génération. Il est intégré à l'équipe première en 2020, jouant notamment un match amical face à Gimnasia La Plata où il se met en évidence en inscrivant un but. 
Orozco joue son premier match en professionnel le 28 octobre 2020, lors d'une rencontre de Copa Sudamericana contre le São Paulo FC. Il entre en jeu et son équipe s'impose par trois buts à deux. Orozco inscrit son premier but en professionnel le 9 novembre de la même année, en ouvrant le score contre le CA Talleres (1-1 score final). Le 2 décembre 2020, il se met en évidence en réalisant son premier doublé en professionnel, lors de la victoire de son équipe face aux boliviens du Club Bolívar en Copa Sudamericana (6-2).
Il participe à la finale de la Copa Sudamericana 2020 qui a lieu le 23 janvier 2021 face au Defensa y Justicia. Il entre en jeu à la place de Pedro de la Vega et son équipe s'incline par trois buts à zéro.

### En sélection
Franco Orozco et quatre de ses coéquipiers du CA Lanús, est sélectionné avec l'équipe d'Argentine des moins de 17 ans pour participer au championnat sud-américain moins de 17 ans en 2019. Lors de cette compétition organisée au Pérou, il joue sept matchs dont trois comme titulaire. Avec un bilan de cinq victoires, deux nuls et deux défaites, l'Argentine remporte le tournoi. Il marque son premier but avec cette sélection le 5 juin 2019 face à l'Arménie (0-2 pour les Argentins score final).
Avec cette même sélection il participe à la coupe du monde des moins de 17 ans en 2019. Lors de cette compétition il se fait remarquer face au Tadjikistan en inscrivant un doublé, permettant à son équipe de s'imposer (3-1). L'Argentine est éliminé en huitième de finale.

## Palmarès

### En club
CA Lanús
- Finaliste de la Copa Sudamericana
  - 2020.

### En sélection
Argentine -17 ans
- Vainqueur du championnat de la CONMEBOL des moins de 17 ans
  - 2019.